# 喬·戈爾德
喬·戈爾德（英語：Joe Gold，1922年3月10日—2004年7月11日），美國健美運動員、商人。他是金牌健身中心和世界健身俱樂部的創辦人。由於他在健美運動領域的貢獻，他被人們尊稱為「健美運動之父」。

## 早年生活
喬·戈爾德是羅伯特·戈爾德、內森·戈爾德和尤尼斯·戈爾德·費斯四兄弟中最小的一個。他的父母馬克斯·戈爾德和珍妮·戈爾德·格里克·蘇斯曼都是猶太移民，他們從白俄羅斯移民到洛杉磯的博伊爾高地。戈爾德的父親馬克斯·戈爾德是當地的垃圾收集者，他家的後院和車庫被用作臨時垃圾場。戈爾德的母親珍妮是一名裁縫，她和戈爾德的父親離婚後又再婚了兩次。戈爾德在西奧多·羅斯福高中就讀。
當戈爾德12歲時，他對健美產生了興趣，這是因為他看到了他的嫂子使用了一個裝滿水的桶掃帚柄作為升降機的設計。他和他的兄弟羅伯特·戈爾德開始思考利用他們從父親在博伊爾高地的廢品場收集到的材料來建造自己的設備。在十幾歲時，他前往聖莫尼卡的肌肉海灘。
作為一名機械師，戈爾德曾在美國商船隊工作，並在第二次世界大戰期間在美國海軍服役。他在一次魚雷襲擊中受到重傷。此外，他還參加了朝鮮戰爭。

## 職業生涯
作為一名職業健美運動員，戈爾德曾參加梅·威斯特的試鏡，並獲得了威斯特的認可。他隨後加入了她的滑稽劇巡演，並在全國巡迴演出。此外，他還在兩部史詩電影《十誡》和《環遊世界八十天》中擔任臨時演員，這兩部電影於1956年上映。
1965年，戈爾德在加利福尼亞州威尼斯開設了第一家戈爾德健身房。儘管一開始設施有些簡陋，但它很快成為當地健美運動員的聚集地。戈爾德以他對訓練員的個人鼓勵而聞名，儘管他也以幽默且挖苦的方式批評訓練員。
阿諾德·施瓦辛格是喬·戈爾德的粉絲之一，他於1968年抵達美國後不久就開始在戈爾德的健身房鍛煉。施瓦辛格稱喬·戈爾德為「一位值得信賴的朋友和父親般的人物」。
喬·戈爾德創新地設計了健身設備，徹底改變了健美運動，使人們能夠更輕鬆地使用這些設備進行鍛煉。他開設了新的健身房並為其設計了設備。1970年，他出售了戈爾德健身房連鎖店。
此外，1977年，他在聖莫尼卡（後來更名為馬麗娜德爾雷伊）創立了世界健身俱樂部，並經營該健身房直到他去世。

## 逝世
戈爾德於2004年7月11日在馬麗娜德爾雷伊去世，享年82歲。在2012年的世界健身國際大會上，首次頒發了以喬·戈爾德命名的終身成就獎，該獎項頒給了里克·德拉辛（Ric Drasin）。

## 外部連結
- 金牌健身中心 （页面存档备份，存于）
- World Gym健身俱樂部 （页面存档备份，存于）